# Pierrik Jocteur-Monrozier
Pierrik Jocteur-Monrozier (* 23. März 1998 in Toulouse) ist ein französischer Leichtathlet, der sich auf die Mittelstreckenläufe spezialisiert hat.

## Sportliche Laufbahn und Leben
Erste internationale Erfahrungen sammelte Pierrik Jocteur-Monrozier im Jahr 2019, als er bei den U23-Mittelmeer-Hallenmeisterschaften in Miramas in 3:47,50 min die Bronzemedaille im 1500-Meter-Lauf hinter dem Spanier Adrián Ben und Hicham Akankam aus Marokko gewann. Anschließend belegte er bei den U23-Europameisterschaften in Gävle in 3:50,98 min den fünften Platz und bei den Crosslauf-Europameisterschaften in Lissabon belegte er nach 25:19 min Rang 20 und sicherte sich in der Teamwertung die Goldmedaille.
2020 wurde Jocteur-Monrozier französischer Hallenmeister im 1500-Meter-Lauf.

## Persönliche Bestleistungen
- 1500 Meter: 3:38,26 min, 3. August 2019 in Ninove
  - 1500 Meter (Halle): 3:42,47 min, 5. Februar 2020 in Reims